# Euophrys vestita
Euophrys vestita là một loài nhện trong họ Salticidae.
Loài này thuộc chi Euophrys. Euophrys vestita được Władysław Taczanowski miêu tả năm 1878.